# جيمس بارنز (ملحن)
جيمس بارنز (بالإنجليزية: James Barnes)‏ هو معلم موسيقى وملحن أمريكي، ولد في 9 سبتمبر 1949.

## وصلات خارجية
- الموقع الرسمي
- جيمس بارنز على موقع ميوزك برينز (الإنجليزية)
- جيمس بارنز على موقع ديسكوغز (الإنجليزية)